# Norská fotbalová reprezentace
Norská fotbalová reprezentace reprezentuje Norsko na mezinárodních fotbalových akcích, jako je mistrovství světa, nebo Evropy.

## Mistrovství světa
Seznam zápasů norské fotbalové reprezentace na MS
| Rok    | Účast                                           | Soupisky |
| ------ | ----------------------------------------------- | -------- |
| 1930   | Ne                                              | –        |
| 1934   | Ne                                              | –        |
| 1938   | Vyřazení v 1. kole Itálií                       | Soupiska |
| 1950   | Nepostoupili z kvalifikace                      | –        |
| 1954   | Nepostoupili z kvalifikace                      | –        |
| 1958   | Nepostoupili z kvalifikace                      | –        |
| 1962   | Nepostoupili z kvalifikace                      | –        |
| 1966   | Nepostoupili z kvalifikace                      | –        |
| 1970   | Nepostoupili z kvalifikace                      | –        |
| 1974   | Nepostoupili z kvalifikace                      | –        |
| 1978   | Nepostoupili z kvalifikace                      | –        |
| 1982   | Nepostoupili z kvalifikace                      | –        |
| 1986   | Nepostoupili z kvalifikace                      | –        |
| 1990   | Nepostoupili z kvalifikace                      | –        |
| 1994   | nepostoupili ze skupiny                         | Soupiska |
| 1998   | Vyřazení v osmifinále Itálií                    | Soupiska |
| 2002   | Nepostoupili z kvalifikace                      | –        |
| 2006   | Nepostoupili z kvalifikace                      | –        |
| 2010   | Nepostoupili z kvalifikace                      | –        |
| 2014   | Nepostoupili z kvalifikace                      | –        |
| 2018   | Nepostoupili z kvalifikace                      | –        |
| 2022   | Nepostoupili z kvalifikace                      | –        |
| Celkem | účast – 3× zlato – 0×, stříbro – 0×, bronz – 0× |          |

## Mistrovství Evropy

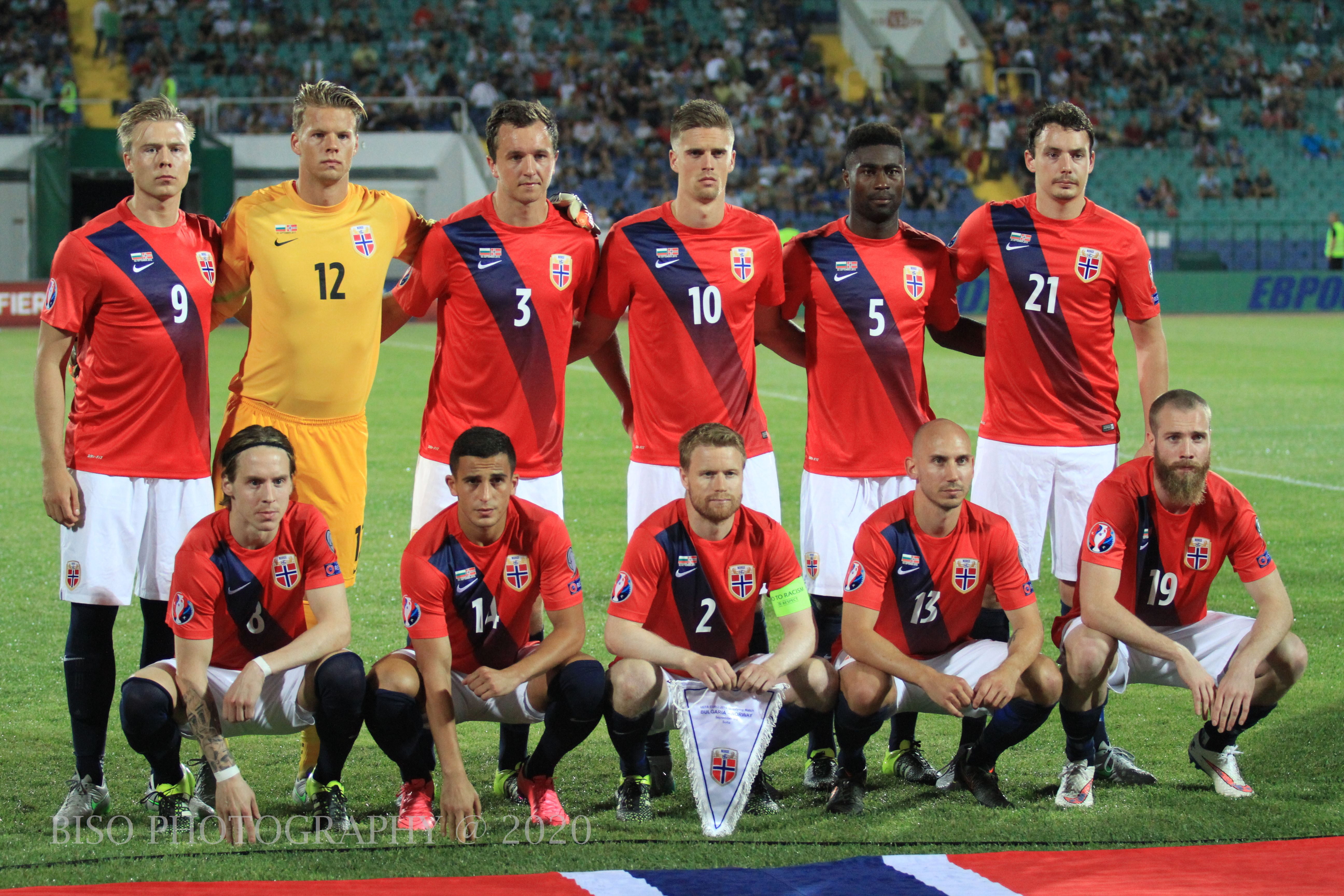
Norská fotbalová reprezentace, 3-09-2015

Seznam zápasů norské fotbalové reprezentace na Mistrovství Evropy
| Rok     | Účast                                           | Soupisky |
| ------- | ----------------------------------------------- | -------- |
| 1960    | Nepostoupili z kvalifikace                      | –        |
| 1964    | Nepostoupili z kvalifikace                      | –        |
| 1968    | Nepostoupili z kvalifikace                      | –        |
| 1972    | Nepostoupili z kvalifikace                      | –        |
| 1976    | Nepostoupili z kvalifikace                      | –        |
| 1980    | Nepostoupili z kvalifikace                      | –        |
| 1984    | Nepostoupili z kvalifikace                      | –        |
| 1988    | Nepostoupili z kvalifikace                      | –        |
| 1992    | Nepostoupili z kvalifikace                      | –        |
| 1996    | Nepostoupili z kvalifikace                      | –        |
| 2000    | nepostoupili ze skupiny                         | Soupiska |
| 2004    | Nepostoupili z kvalifikace                      | –        |
| 2008    | Nepostoupili z kvalifikace                      | –        |
| 2012    | Nepostoupili z kvalifikace                      | –        |
| 2016    | Nepostoupili z baráže                           | –        |
| ME 2020 | Nepostoupili z baráže                           | –        |
| 2024    | Nepostoupili z kvalifikace                      | –        |
| Celkem  | účast – 1× zlato – 0×, stříbro – 0×, bronz – 0× |          |

## Slavní reprezentanti
| - Alf-Inge Håland - Erling Haaland - Andre Bergdølmo - Arne Larsen Økland - Bjarne Berntsen - Christer Basma - Claus Lundekvam - Einar Jan Aas - Erik Mykland - Erik Solér - Erik Thorstvedt - Frode Grodås - Gunnar Halle - Gøran Sørloth |  | - Hallvar Thoresen - Harald "Dutte" Berg - Henning Berg - Henry "Tippen" Johansen - Jan Åge Fjørtoft - John Arne Riise - John Carew - Jostein Flo - Jørgen Juve - Karl Petter Løken - Kjetil Rekdal - Lars Bohinen - Jahn Ivar "Mini" Jakobsen - Martin Ødegaard |  | - Odd Iversen - Ole Gunnar Solskjær - Per Egil Ahlsen - Petter Rudi - Pål Jacobsen - Reidar Kvammen - Roald "Kniksen" Jensen - Roar Strand - Ronny Johnsen - Rune Bratseth - Steffen Iversen - Stig Inge Bjørnebye - Ståle Solbakken - Svein Grøndalen |  | - Sverre Brandhaug - Terje Kojedal - Thomas Myhre - Thorbjørn Svenssen - Tom Lund - Tom Sundby - Tor Egil Johansen - Tore André Flo - Tore Pedersen - Trond Andersen - Vidar Davidsen - Vidar Riseth - Åge Hareide - Øyvind Leonhardsen |